# Slovenska popevka 1998
Slovenska popevka 1998 je potekala 20. junija na Ljubljanskem gradu. Vodila jo je Blažka Müller, režiral Slavko Hren, orkestru pa je dirigiral Mojmir Sepe. V spremljevalnem programu je skoraj 100 pevcev iz Ljubljane in z Vrhnike zapelo povsem novo priredbo Poletne noči, plesalci Kazine pa so zaplesali na najlepše melodije, posvečene Ljubljani.
Po 15-letni prekinitvi (1983−1998) se je RTV Slovenija leta 1998 odločila festival oživiti. Avtor zamisli o obuditvi Slovenske popevke je bil režiser, scenarist in urednik Slavko Hren. 16 tekmovalnih pesmi, ki so se predstavile na festivalu Slovenska popevka 1998, je bilo izbranih v oddaji Orion (Popevka meseca). V 6 mesečnih oddajah so bile predstavljene nove pesmi, izmed katerih so gledalci v vsaki oddaji izglasovali 2 zmagovalki, ki sta si z zmago prislužili nastop na samem festivalu, preostale 4 pesmi (ena izmed njih je bila Na prepihu neba Karmen Stavec) pa je izmed vseh nezmagovalnih pesmi izbrala strokovna žirija.

## Nastopajoči
| #   | Izvajalec                            | Naslov pesmi      | Avtor glasbe      | Avtor besedila         | Avtor aranžmaja |
| --- | ------------------------------------ | ----------------- | ----------------- | ---------------------- | --------------- |
| 1.  | Nina Vipotnik Rampre & Lado Leskovar | Najin stari tango | Vladimir Stiasny  | Lev Svetek             | Mojmir Sepe     |
| 2.  | Tinkara Kovač                        | Moški in ženska   | Danilo Kocjančič  | Drago Mislej           | Dečo Žgur       |
| 3.  | Damjana Golavšek                     | Ljubimec          | Karel Novak       | Damjana Golavšek       | Primož Grašič   |
| 4.  | Ivo Špacapan                         | Izlet             | Ivo Špacapan      | Ivo Špacapan           | Mojmir Sepe     |
| 5.  | Oto Pestner                          | Mami              | Oto Pestner       | Božidar Hering         | Tomaž Kozlevčar |
| 6.  | Karmen Stavec                        | Na prepihu neba   | Patrik Greblo     | Milan Dekleva          | Patrik Greblo   |
| 7.  | Regina                               | Sončna ljubezen   | Aleksander Kogoj  | Hana Štupar            | Patrik Greblo   |
| 8.  | Darja Švajger                        | Ti si čas ustavil | Rok Golob         | Darja Švajger          | Rok Golob       |
| 9.  | Irena Vrčkovnik                      | Sanjam            | Primož Peterca    | Primož Peterca         | Jani Golob      |
| 10. | Alenka Godec                         | Bodi luč          | Oto Pestner       | Božidar Hering         | Tomaž Kozlevčar |
| 11. | Sanja Mlinar                         | Tvoja senca sem   | Edvin Fliser      | Mira Žveplan - Ozvatič | Aljaž Šimek     |
| 12. | Valentina Kelemen                    | Vrt življenja     | Nada in Dečo Žgur | Andreja Urbanek        | Dečo Žgur       |
| 13. | Andrej Šifrer                        | Za prijatelje     | Andrej Šifrer     | Andrej Šifrer          | Patrik Greblo   |
| 14. | Anika Horvat                         | Nočem             | Janez Hace        | Janez Zmazek           | Primož Grašič   |
| 15. | Miloš Petelin                        | Zate              | Miloš Petelin     | Miloš Petelin          | Janko Kastelic  |
| 16. | Andraž Hribar                        | Ne jokat', lubika | Andraž Hribar     | Andraž Hribar          | Dečo Žgur       |

## Seznam nagrajencev
Nagrada občinstva
- Za prijatelje (Andrej Šifrer) – Andrej Šifrer

| Mesto              | 1.                          | 2.                             | 3.                            | 4.                              | 5.                 | 6.                            | 7.                 | 8.                     | 9.                     | 10.                                                     | 11.                             | 12.                   | 13.              | 14.                | 15.                          | 16.                       |
| ------------------ | --------------------------- | ------------------------------ | ----------------------------- | ------------------------------- | ------------------ | ----------------------------- | ------------------ | ---------------------- | ---------------------- | ------------------------------------------------------- | ------------------------------- | --------------------- | ---------------- | ------------------ | ---------------------------- | ------------------------- |
| Izvajalec in pesem | Andrej Šifrer Za prijatelje | Andraž Hribar Ne jokat, lubika | Tinkara Kovač Moški in ženska | Darja Švajger Ti si čas ustavil | Miloš Petelin Zate | Karmen Stavec Na prepihu neba | Anika Horvat Nočem | Irena Vrčkovnik Sanjam | Regina Sončna ljubezen | Lado Leskovar in Nina Vipotnik Rampre Najin stari tango | Valentina Kelemen Vrt življenja | Alenka Godec Bodi luč | Oto Pestner Mami | Ivo Špacapan Izlet | Sanja Mlinar Tvoja senca sem | Damjana Golavšek Ljubimec |
| Št. glasov         | 6905                        | 3742                           | 1576                          | 1000                            | 986                | 955                           | 837                | 732                    | 710                    | 689                                                     | 558                             | 540                   | 513              | 380                | 337                          | 321                       |

Nagrada strokovne žirije za najboljšo skladbo (komisija: Jure Robežnik, Urška Čop, Zoran Predin)
- Za prijatelje (Andrej Šifrer) – Andrej Šifrer

Nagrada za najboljšo izvedbo (komisija: Vita Mavrič, Djuro Penzeš, Lea Hedžet)
- Alenka Godec

Nagrada za najboljšega debitanta (komisija: Miša Molk, Aco Razbornik, Dragan Bulič)
- Andraž Hribar
- Karmen Stavec

Nagrada za najboljši aranžma (komisija: Mojca Menart, Anton Natek, Mario Rijavec)
- Patrik Greblo za pesem Na prepihu neba

Nagrada za najboljše besedilo (komisija: Boštjan Malus, Elza Budau, Andrej Brvar)
- Milan Dekleva za pesem Na prepihu neba

## Popevka meseca 1997/98
Slovenska popevka 1998 je služila kot finalna oddaja cikla radijskih in televizijskih oddaj Popevka meseca, katere avtor in režiser je bil Slavko Hren. Šlo je za skupni projekt Televizije in Radia Slovenija. Glasbeni producent projekta je bil Dečo Žgur, Nada Žgur pa je skrbela za mlade izvajalce in spremljevalni zborček. RTV Slovenija je razpisala "natečaj za nove slovenske pesmi, popevke in šansone", ki je trajal do 30. 11. 1997. Pesmi so bile lahko dolge največ 4 minute, besedilo pa je moralo biti v slovenščini. Komisija (Djuro Penzeš, Anton Natek in Nada Žgur) je med pesmimi, prispelimi na natečaj in pridobljenimi z vabili uveljavljenim avtorjem, izbrala 30 skladb, ki so se predstavile v 6 mesečnih radijskih (vodil jih je Dragan Bulič na Valu 202 in na sporedu so bile že popoldne) in televizijskih (te je vodila Blažka Muller, na sporedu so bile zvečer, trajale so eno uro, snemane pa so bile v Studiu 1 TV SLO) oddajah ob sobotah od novembra 1997 do maja 1998. Izvedene so bile v živo z Revijskim orkestrom RTV Slovenija pod taktirko Mojmirja Sepeta in zborom RS. Poleg že uveljavljenih pevcev sta v vsaki oddaji nastopila po dva mlada izvajalca, ki sta se na slovensko glasbeno prizorišče šele prebijala in ju je predlagala ali določila komisija.
V vsaki mesečni oddaji so gledalci in poslušalci izbrali dva finalista (glasovanje je potekalo preko telefona in po pošti s Stopovimi kuponi in dopisnicami), kar je dalo 12 finalistov, preostale štiri pa je izbrala strokovna komisija. V finalu so zmagovalno pesem, tj. "popevko leta", z neposrednim glasovanjem izbrali poslušalci Radia in gledalci Televizije Slovenija. Njen avtor je dobil plaketo Popevka leta in nagrado 150.000 tolarjev.
Popevka meseca novembra − 8. 11. 1997
Gostje: ruska pevka Olga Sergejevna (Zbudi se v ruščini), Tanja Ribič, Beti Jurkovič (Mandolina), Jan Plestenjak (Morje), skupina mladih pevcev Sistem (Abeceda ljubezni Mojmirja Sepete in Miroslava Košute). Oddanih je bilo 23.111 glasov.
| #  | Izvajalec        | Pesem           | Avtorji (glasbe / besedila / aranžmaja)     |
| -- | ---------------- | --------------- | ------------------------------------------- |
| 1. | Tinkara Kovač    | Moški in ženska | Danilo Kocjančič / Drago Mislej / Dečo Žgur |
| 2. | Irena Vrčkovnik  | Sanjam          | Primož Peterca / Peterca / Jani Golob       |
| 3. | Karmen Stavec    | Na prepihu neba | Patrik Greblo / Milan Dekleva / Greblo      |
| 4. | Simona Vodopivec | Bodi spet moj   | Jure Robežnik / Dušan Velkaverh / Robežnik  |
| 5. | Ivo Špacapan     | Izlet           | Ivo Špacapan / Špacapan / Mojmir Sepe       |

Popevka meseca decembra − 6. 12. 1997
Gostje: skupina Sistem (Brez besed), Nada Žgur, italijanski pevec Bungaro − tuji gost, Jure Robežnik in Lidija Kodrič (Orion) − kotiček za nostalgijo, Vita Mavrič (Pariške kokete) – rubrika Slovenski avtorji pripravljajo.
| #  | Izvajalec        | Pesem              | Avtorji (glasbe / besedila / aranžmaja)         |
| -- | ---------------- | ------------------ | ----------------------------------------------- |
| 1. | Darja Švajger    | Ti si čas ustavil  | Rok Golob / Darja Švajger / Golob               |
| 2. | Miha Alujevič    | Nov sončen dan     | Aleš Strajnar / Lidija Jelovac / Primož Grašič  |
| 3. | Valentina Klemen | Vrt življenja      | Dečo in Nada Žgur / Andreja Urbanek / Dečo Žgur |
| 4. | Irena Vidic      | Nerazložljivi glas | Jani Golob / Milan Dekleva / Jani Golob         |
| 5. | Andrej Šifrer    | Za prijatelje      | Andrej Šifrer / Šifrer / Patrik Greblo          |

Popevka meseca januarja – 24. 1. 1998
Kot gostje so nastopili Marta Zore (Povej mi, zakaj), skupina Sistem in beograjska pevka Svetlana Slavković, v rubriki Nostalgija pa so se spomnili na Franeta Milčinskega - Ježka (Lado Leskovar je zapel Preprosto ljubezen in Pismo za Mary Brown, za kateri je napisal besedilo). 
| #  | Izvajalec                                | Pesem               | Avtorji (glasbe / besedila / aranžmaja)        |
| -- | ---------------------------------------- | ------------------- | ---------------------------------------------- |
| 1. | Cole Moretti                             | Ljubezenska zgodba  | Cole Moretti / Tomaž Kosec / Dečo Žgur         |
| 2. | Anika Horvat                             | Nočem               | Janez Zmazek / Janez Hace / Primož Grašič      |
| 3. | Edvin Fliser & Zorica Fingušt            | Ti si moja ljubezen | Edvin Fliser / Barbara Kolarič / Jani Golob    |
| 4. | Lado Leskovar & Nikolaja Rampre Vipotnik | Najin stari tango   | Vladimir Stiasny / Lev Svetek / Mojmir Sepe    |
| 5. | Damjana Golavšek                         | Ljubimec            | Karel Novak / Damjana Golavšek / Primož Grašič |

Popevka meseca marca − 28. 3. 1998
Kot gostje so nastopili ameriška pevka Nicole Jones (angleški prevod Na prepihu neba), Tomaž Domicelj (Jamajka) in ansambel Sistem (Metropole Nade Žgur). Blažka Müller je predstavila Jako Puciharja mlajšega, najmlajšega člana revijskega orkestra RTV Slovenija.
| #  | Izvajalec        | Pesem        | Avtorji (glasbe / besedila / aranžmaja)        |
| -- | ---------------- | ------------ | ---------------------------------------------- |
| 1. | Aleksander Mežek | Bodi z menoj | Aleksander Mežek / Mežek / Jani Golob          |
| 2. | Damjana Golavšek | Ljubimec     | Karel Novak / Damjana Golavšek / Primož Grašič |
| 3. | Sonya            | Ob tebi      | Vojko Sfiligoj / Sfiligoj / Mojmir Sepe        |
| 4. | Miloš Petelin    | Zate         | Miloš Petelin / Petelin / Janko Kastelic       |
| 5. | Alenka Godec     | Bodi luč     | Oto Pestner / Dare Hering / Tomaž Kozlevčar    |

Popevka meseca aprila – 25. 4. 1998
Kot gosta sta nastopila Vili Resnik (Naj bogovi slišijo) in venezuelski pevec César Muñoz v duetu z Diegom Barriosom Rossom. Iz orkestra se je predstavil njegov najmlajši član Jaka Pucihar.
| #  | Izvajalec         | Pesem           | Avtorji (glasbe / besedila / aranžmaja)                        |
| -- | ----------------- | --------------- | -------------------------------------------------------------- |
| 1. | Regina            | Sončna ljubezen | Aleksander Kogoj / Hana Štupar / Patrik Greblo                 |
| 2. | Milan Kamnik      | Nazaj domov     | Milan Kamnik / Kamnik / Milan Ferlež                           |
| 3. | Sanja Mlinar      | Tvoja senca sem | Edvin Fliser / Mira Žveplan Ozvatič / Aljaž Šimek              |
| 4. | New Swing Quartet | Pesem za vse    | Oto Pestner, Tomaž Kozlevčar / B. Hering, M. Petan / Kozlevčar |
| 5. | Branka Kraner     | Pesem zate      | Primož Peterca / Matej Recer / Jani Golob                      |

Popevka meseca maja – 16. 5. 1998
Gostje: Tanja Ribič (Tvoja mala dlan), Diego Barrios Ross in Oto Pestner. 
| #  | Izvajalec      | Pesem           | Avtorji (glasbe / besedila / aranžmaja)         |
| -- | -------------- | --------------- | ----------------------------------------------- |
| 1. | Tomaž Domicelj | Kino            | Tomaž Domicelj / Domicelj / Primož Grašič       |
| 2. | Andraž Hribar  | Ne jokat lubika | Andraž Hribar / Hribar / Dečo Žgur              |
| 3. | Damjana Godnič | Val in pristan  | Aleš Strajnar / Milan Dekleva / Strajnar        |
| 4. | Oto Pestner    | Mami            | Oto Pestner / Božidar Hering / Tomaž Kozlevčar  |
| 5. | Miran Rudan    | Verzi iz srca   | Jure Robežnik / Dušan Velkaverh / Jure Robežnik |

Finalisti po izboru komisije
Komisija je v finale uvrstila še:
- Karmen Stavec (Na prepihu neba),
- Tinkaro Kovač (Moški in ženska),
- Alenko Godec (Bodi luč) in
- Valentino Klemen (Vrt življenja).